# The Star of the Backstage
«The Star of the Backstage» (titulado «Estrella entre los bastidores» en Hispanoamérica y «La estrella del backstage» en España) es el estreno de la trigésimatercera temporada de la serie de televisión animada estadounidense Los Simpson, y el 707 en total. Se emitió en los Estados Unidos en Fox el 26 de septiembre de 2021 El episodio fue dirigido por Rob Oliver y escrito por Elisabeth Kiernan Averick.
En este episodio, Marge se reúne con sus compañeros de clase para recrear la obra de teatro de su instituto y se da cuenta de que ella no era la estrella porque trabajaba entre bastidores. Kristen Bell y Sara Chase actuaron como estrellas invitadas. El episodio recibió críticas mixtas.

## Trama
En el memorial de un director de teatro recientemente fallecido, Marge recibe de la viuda su viejo manual de producción sobre su obra de teatro del instituto «YK2: El efecto 2000». Ahora, llena de buenos recuerdos de cuando era la directora de escena, Marge reúne a sus antiguos compañeros de clase para volver a representar la obra.
En el teatro, el grupo se da cuenta de que les falta uno de los miembros del reparto, Sasha Reed, que al parecer se mudó a Nueva York después de graduarse y fue aceptada en Juilliard. Sasha llega a Springfield y habla de convertirse en una actriz de éxito y de tener como amigos a varios famosos. Marge se da cuenta entonces de que Sasha era la verdadera estrella del programa y la envidia por su popularidad y aparente éxito.
Con el tiempo, sin embargo, Marge descubre que Sasha es una impostora, que ha mentido al resto del reparto sobre su fabulosa carrera como actriz; en realidad, es representante de ventas en Sephora. Cuando Marge descubre sus mentiras, Sasha rompe a llorar y abandona el ensayo, lo que afecta a la reposición de la obra.
Homer, en una rutina de canto y baile, convence a Marge delante de Bart y Lisa para que vuelva Sasha a la obra. Marge se da cuenta entonces de que la voz de Sasha era uno de los mejores elementos de la obra y la encuentra en la Taberna de Moe para disculparse por haber dejado que los celos y su antigua rivalidad se interpusieran en el camino. Sasha acepta volver a participar en la obra y, con el resto de la pandilla, actúan una vez más. Mientras que a Bart y Lisa no les gusta la obra, calificando su abrupto final de «simplemente flojo», el resto del público aplaude, y Sasha invita a Marge a una cena con el resto del reparto.
Durante los créditos, aparecen fotos del reparto de la obra en diferentes actividades.

## Producción

### Desarrollo
El episodio fue uno de los primeros que se escribieron durante el cierre de COVID-19. El episodio se inspira en el programa de Disney+ Encore!, presentado por Kristen Bell, que reúne a elencos de musicales de instituto. Jack Dolgen compuso la música del episodio y Kat Burns coreografió las secuencias de baile del mismo. Ambos trabajaron con la guionista Elisabeth Kiernan Averick en la serie de televisión Crazy Ex-Girlfriend.

### Reparto
En julio de 2021, se anunció que Kristen Bell sería la voz cantante de Marge. El productor ejecutivo Matt Selman dijo que Bell fue elegida porque querían que los espectadores escucharan la voz cantante de Marge que solo ella puede oír en lugar de su voz habitual. Sara Chase, que fue a la universidad con Averick, fue elegida para interpretar a uno de los antiguos alumnos del instituto de Springfield.

## Recepción

### Audiencia
El episodio fue el programa de mayor audiencia de la noche (y de la semana), con 1,2 puntos en la franja demográfica y 3,48 millones de espectadores. Esta cifra es inferior a la del estreno de la temporada anterior, que se emitió con una entrada futbolística sustancialmente superior, sino el episodio más visto de la serie desde «A Springfield Summer Christmas for Christmas», en diciembre de 2020, que también tuvo una entrada de fútbol.

### Respuesta de la crítica
Tony Sokol de Den of Geek dio al episodio 3,5 de 5 estrellas, afirmando: «Dicho todo esto, este es un gran experimento que funciona lo suficiente como para repetirse. Los números musicales han eclipsado gran parte de los gags guionizados en las últimas temporadas de Los Simpson, y esto es una alentadora consecuencia de ello. Pero necesitamos más que esto. Parece una repetición de algo que no han hecho antes, cuando debería parecer una experiencia totalmente nueva. Quizá espero demasiado, o espero que, con 33 temporadas y contando, Los Simpson recuperen la magia que Marge busca en este episodio. 1999 fue la última vez que salimos de fiesta como si fuera 1999».
Marcus Gibson de Bubbleblabber dio al episodio un 7 sobre 10 afirmando: «En general, el estreno de la temporada 33 de Los Simpson cantó y bailó su camino a la diversión en lugar de la molestia. No es una forma perfecta de empezar la temporada en términos de humor y ejecución. Sin embargo, como alguien que disfruta viendo musicales, es lo suficientemente entretenido como para escuchar a Marge cantar como la princesa Anna».

### Premios y nominaciones
La guionista Elisabeth Kiernan Averick fue nominada al premio Writers Guild of America de Televisión: Animación por este episodio en la 74ª edición de los premios Writers Guild of America.